# Otto mesi in due ore
Otto mesi in due ore és una òpera en tres actes de Gaetano Donizetti, amb llibret de Domenico Gilardoni. S'estrenà al Teatro Nuovo de Nàpols el 13 de maig de 1827.